# Protonemura asturica
Protonemura asturica är en bäcksländeart som först beskrevs av Aubert 1954.  Protonemura asturica ingår i släktet Protonemura och familjen kryssbäcksländor. Inga underarter finns listade i Catalogue of Life.